# Słobodiszcze (rejon rudniański)
Słobodiszcze (ros. Слободище) – wieś (ros. деревня, trb. dieriewnia) w zachodniej Rosji, w osiedlu wiejskim Lubawiczskoje rejonu rudniańskiego w obwodzie smoleńskim.

## Geografia
Miejscowość położona jest nad Bierieziną, 10,5 km od granicy z Białorusią, 16,5 km od drogi magistralnej M1 «Białoruś», przy drodze regionalnej 66N-1608 (R120 / Rudnia – Lubawiczi – Wołkowo), 14 km od drogi federalnej R120 (Orzeł – Briańsk – Smoleńsk – granica z Białorusią), 1,5 km od centrum administracyjnego osiedla wiejskiego (Lubawiczi), 14 km od centrum administracyjnego rejonu (Rudnia), 69 km od Smoleńska.
W granicach miejscowości znajdują się ulice: Centralnaja, Ługowaja, Polewaja.

## Demografia
W 2010 r. miejscowość zamieszkiwało 20 osób.

## Historia
W czasie II wojny światowej od lipca 1941 roku wieś była okupowana przez hitlerowców. Wyzwolenie nastąpiło w październiku 1943 roku.